# Sen no Rikyū

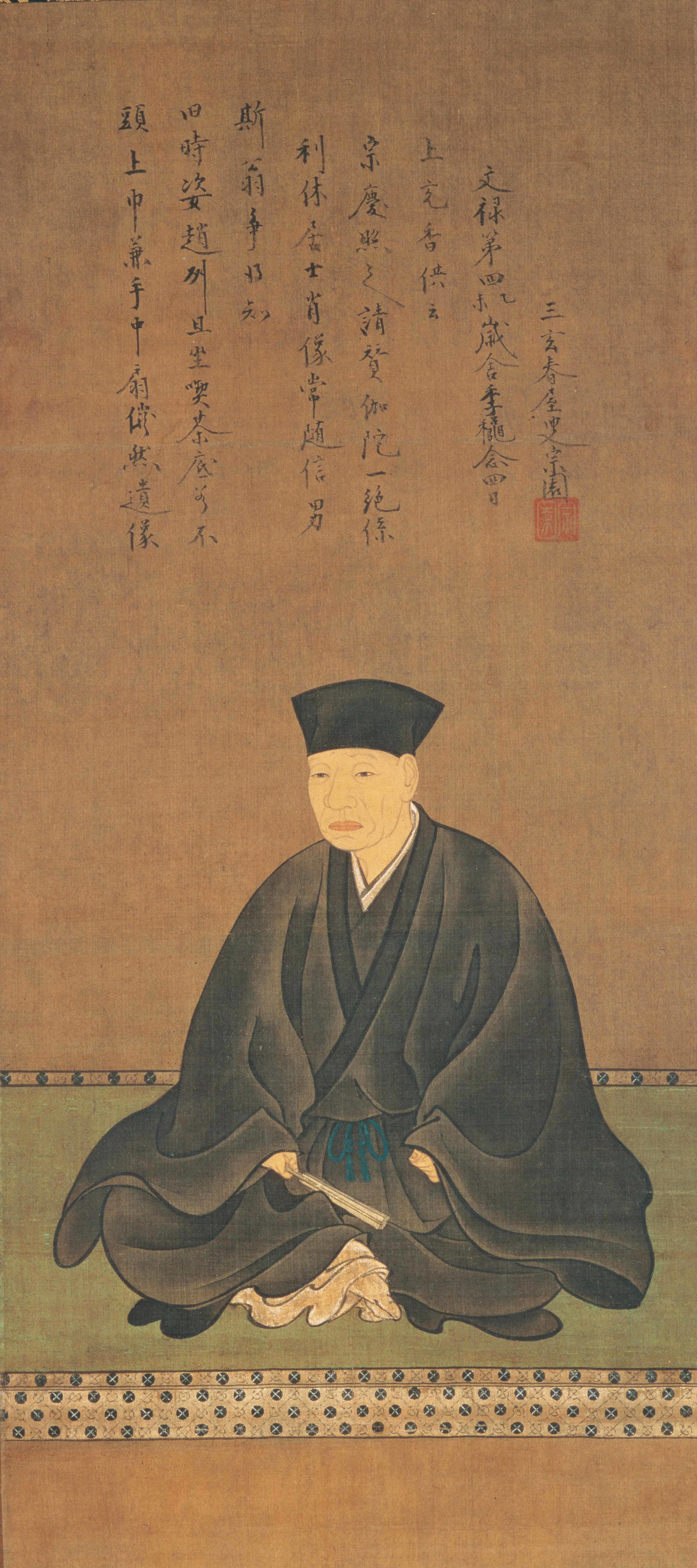
Sen no Rikyu, Porträt von Hasegawa Tōhaku (1539–1610)

Sen no Rikyū (jap. 千 利休; * 1522 in Sakai; † 21. April 1591) ist eine bedeutende Person der japanischen Sengoku-Zeit und hatte wesentlichen Einfluss auf die Entwicklung der japanischen Teezeremonie.

## Bedeutung
Rikyū verband Aspekte des täglichen Lebens mit höchsten spirituellen und philosophischen Ansprüchen zu dem „einen einzigartigen Lebensweg“, der bis in die Gegenwart als „Teeweg“ (茶道, sadō) übermittelt wurde.
Rikyū war ein Mann mit einfachem Geschmack und einem kultivierten, disziplinierten Lebensstil. Er definierte den Begriff wabi cha (Tee des stillen Geschmacks, s. u.), der für Einfachheit, Bäuerlichkeit und andere bescheidene Eigenschaften in der Teezeremonie steht. Wabi cha betont die Geltung dieser Ideale, nachdem die Teezeremonie bereits ein Jahrhundert zuvor durch Ikkyū revolutioniert worden war.
Rikyūs außergewöhnlicher Sinn für Schönheit prägte auch wesentlich die Raku-Keramik, die Japanische Architektur, das Design sowie unzählige Künste und Kunsthandwerke, die mit der Welt des Tees verbunden sind.

## Lebensweg
Rikyū, dessen ursprünglicher Name Yoshirō (与四郎) lautete, wurde in Sakai geboren. Sein Vater war der Fischgroßhändler Tanaka Yohē (田中 与兵衛). Während seiner Jugend praktizierte er Zen im Nanju-ji in Sakai bei Dairin – dabei nahm er den Namen Hosensai Soeki an. Yoshiro begann bereits in jungen Jahren, die Teezeremonie zu studieren. Sein erster Lehrer, Kitamuki Dochin, unterrichtete ihn im traditionellen Stil der Teezeremonie, der für den Shoin (Empfangsraum) passend war. Später lernte er von Takeno Joo den neuen Stil des kleinen, strohgedeckten Teehauses. Später lebte er im Daitoku-ji. Dieser Tempel im Nordwesten Kyōtos hatte eine lange, tiefe Verbindung zur Teezeremonie. Sen sammelte später Spenden für den Bau des Tores Sanmon des Daitoku-ji, weshalb er in diesem Tempel noch heute mit einer Statue geehrt wird.
1585 diente er als Chajin bei einer speziellen Teezeremonie am kaiserlichen Hof, wofür ihm der Taikō Toyotomi Hideyoshi per Dekret mit koji (dem niedrigste Rang der buddhistischen Hierarchie) einen dafür notwendigen Titel verleihen ließ.
Seit seinem 58. Lebensjahr diente er dem Oda Nobunaga als Teemeister. Nach dessen Tod wurde er oberster Teemeister von Toyotomi Hideyoshi, dem faktischen Nachfolger von Nobunaga. Hideyoshi setzte Nobunagas Eroberungspolitik fort und vereinigte Japan nach zehn Jahren der Bürgerkriege. Formal war Rikyū nur für den Tee verantwortlich. Aufgrund des häufigen persönlichen Kontakts, den er während der Zeremonie zum Regenten hatte, erlangte er jedoch auch in anderen Dingen großen Einfluss auf Hideyoshi.
„Rikyū hat die Tee-Formen mit dem Werke Hyaku-jō-seiki (百丈清槻) geschaffen und für immer bestimmt.“
Auf ihn führen sich die drei Sen-Schulen des Teeweges, die Sansenke zurück (Omotosenke, Urasenke und Mushakoji Senke). Die Trennung in die drei Familien-Linien wurde durch den Enkel Sen Sōtan vollzogen. Er ist der Begründer der Urasenke-Traditionslinie des Cha-dō, die heute in der 16. Generation besteht. Die Familie diente während der Tokugawa-Zeit über Generationen hinweg den fürstlichen Familien Maeda und Hisamatsu.
Zu dieser Zeit kam die Teezeremonie Chanoyu in Kontakt mit christlichen Missionaren, die nach Sakai und Kyōto kamen und sich mit Rikyū und anderen Lehrern des Teewegs anfreundeten. Unter den sieben Hauptschülern von Rikyū waren drei Christen: Furuta Oribe, Takayama Ukon und Gamō Ujisato.

### Wabi-cha
In den späteren Lebensjahren begründete und praktizierte Rikyū das Ideal des Wabi-cha, das auf der Theorie fußt, dass Tee und Zen eins seien. Diese Theorie wurde von Sōtan (1578–1658; = Gempaku) weiterentwickelt. (Sōtan war der Sohn des Stiefsohns von Rikyū aus dessen zweiter Ehe.) Mit feinem Gespür wählte Rikyū aus Alltagsgegenständen die Dinge für den Gebrauch im Teeraum aus. Diese Abwendung von importierten chinesischen Utensilien, die bereits von Jo-o begonnen wurde, setzte Rikyū fort. Seine bereits damals als hervorragend angesehene Auswahl gilt bis heute als vorbildlich.
Es war Rikyū, der damals den vermutlich aus Korea stammenden Dachziegelmacher Chōjirō (1516–1592) instruierte, eine neue Art Teeschalen herzustellen, die heute als Raku-Keramik bekannt sind. Das Siegel „Raku“ bedeutet in etwa „angenehmes Empfinden, Bequemlichkeit, Zuneigung, Wohlbefinden, Einfachheit, Leichtigkeit.“ Es wurde von Hideyoshi an die Raku-Familie verliehen, aber nicht an Chōjirō, sondern an dessen Mitarbeiter Tanaka Sōkei, der möglicherweise ein Sohn Rikyūs war.
Rikyūs innovatives Architekturdesign und der beispielhafte Gebrauch des Raums sind in seinem Teehaus Taian (待庵) im Tempel Myōki-an in der Nähe von Kyōto zu sehen. Die ganze Welt Rikyūs wird hier in einem zwei Tatami großen Raum gezeigt. Wegen seiner kulturellen Bedeutung wurde dieses Teehaus von der japanischen Regierung zu einem Nationalschatz Japans erklärt. Es gibt die Überlieferung, dass Rikyū den winzigen Teeraum mit lediglich zwei Tatami gebaut hat, um Hideyoshi nach dessen Koreafeldzug zu empfangen. Daher möglicherweise der Name Taian Tai-Hütte, denn ein Beiname Hideyoshis war Tai-ko.
Als sich Rikyū der Vollendung seines Lebenswerks näherte, wurde die Große Teeversammlung am Kitano-Schrein im Oktober 1587 in Nordwest-Kyōto einberufen. Zu dieser Zeit waren sich Hideyoshi und Rikyu sehr nahe. Hideyoshi verkündete daher, dass jeder, egal ob reich oder arm, von hoher oder niederer Geburt, einen Topf für Wasser und einen Topf für Tee mitbringen und der Versammlung beiwohnen solle. Über 1000 Menschen aus allen Schichten versammelten sich daraufhin am Schrein. Hideyoshi errichtete ein massiv goldenes Teehaus, während Rikyū die von ihm bevorzugte strohgedeckte Hütte nutzte. So waren beide Extreme des Tees in Kitano präsent. Ursprünglich war die Dauer des Dai-Kitano Chakai, der „großen Teeversammlung von Kitano“ auf die Dauer von einer Woche geplant. Aber schon am zweiten Tag beendete Hideyoshi die Veranstaltung. Die Gründe dafür sind bis heute unbekannt und umstritten. Aber nach diesem Ereignis war das Verhältnis zwischen Rikyū und Hideyoshi von einer großen Spannung geprägt. Kurze Zeit später ordnete Hideyoshi den rituellen Selbstmord (Seppuku) Rikyus an. Es ist bis heute ungeklärt, warum Hideyoshi den Befehl zum Seppuku gab.

### Daitoku-ji und Tod
Hideyoshi war mit Rikyū eng befreundet. Der Feldherr brachte dem Meister eine Achtung und Verehrung entgegen wie kaum einem anderen Menschen. Aber es war ein gefährliches Zeitalter, in dem man selbst seinen Verwandten und Freunden nicht zu trauen pflegte. Es gelang den Feinden des Teemeisters, Hideyoshi einzureden, dass sein Freund Rikyū an einer Verschwörung gegen ihn beteiligt sei und ihn vergiften wolle. Hideyoshi schöpfte Verdacht und verurteilte ihn zum Tode. Aber die genauen Umstände, die zum Befehl des Seppuku führten sind bis heute ungeklärt. Es gibt die unterschiedlichsten Legenden über diese Umstände. Eine besagt, dass Rikyū und die Kaufleute von Sakai mit einer beträchtlichen Geldsumme den Ausbau des Eingangstors des Daitokuji förderten. Daraufhin stellten die Mönche aus Dankbarkeit eine Statue im oberen Stockwerk des Tores auf. Hideyoshi soll erbost gewesen sein, dass er „unter den Füßen seines Untergebenen“ hindurchgehen musste. Als Folge dieser sogenannten Daitokuji-Tor-Affäre musste Rikyū – ehrenvoll – Seppuku begehen. Die geköpfte Statue Rikyūs fand man später im Kamo-Fluss. Die beiden getrennten Teile, Kopf und Rumpf, werden bis heute in den Familienschreinen der Urasenke und der Omotesenke aufbewahrt. Einer anderen Auffassung nach widersprach Rikyū dem Shōgun in seinen Kriegsplänen. Nach einer dritten Auffassung soll Hideyoshi Rikyus Tochter begehrt haben, was Rikyū aber verhindert haben soll.
Rikyū war bereits 71 Jahre alt. Nach dem Abschied von seiner Familie und seinen Schülern verfasste er sein Todesgedicht, das im ersten Teil aus einem buddhistischen Abschiedsgedicht (遺偈, yuige) und im zweiten Teil aus einem Waka besteht:
| Kanji                                                                   | Romaji | freie Übersetzung nach Suzuki Daisetsu                                                                                         |
| ----------------------------------------------------------------------- | --- | --- |
| 人生七十 力囲希咄 吾這寶剣 祖佛共殺 堤る我得具足の一太刀 今此時ぞ天に抛 | jinsei shichijū riki i ki totsu waga kono hōken sobutsu tomo ni korosu hissaguru waga egu soku no hitotsutachi ima kono toki zo ten ni nageutsu | Ich hebe das Schwert, Dies mein Schwert, Lang in meinem Besitz Die Zeit ist am Ende gekommen. himmelwärts werfe ich es hinauf! |

Die zweite Zeile beruht auf Unmon Zenjis Zen-Vers Totsu totsu totsu riki i ki (咄咄咄力囗希, dt. „Ha! Ha! Ha! … Ka!“), der durch dieses Abschiedsgedicht popularisiert wurde. totsu ein angestrengter Ausruf ohne eigentliche Bedeutung. Das 4 und 5 Kanji bilden zusammen hier den Ausruf Ka [manchmal auch zusammengeführt als ein Zeichen geschrieben]. Das abschließende Ki hat ebenfalls keine eigentliche Bedeutung hier und dient der Verstärkung des Vorgehenden.
Nach Rikyūs Tod erwies sich dessen Unschuld, Hideyoshi bedauerte seine Verurteilung und den Verlust einer so bedeutenden Person.

## Rezeption in Literatur und Film
Das Leben Rikyūs wurde im Jahre 1989 zweimal verfilmt. Zum einen ist dies Der Tod eines Teemeisters von Kei Kumai, der auf dem Buch Der Tod des Teemeisters von Yasushi Inoue basiert. Zum anderen ist dies Rikyu, der Teemeister von Hiroshi Teshigahara, der wiederum auf einer Erzählung von Nogami Yaeko basiert.
Ein biographischer Spielfilm von Regisseur Mitsutoshi Tanaka über das Lebenswerk Rikyūs mit dem Titel Ask This of Rikyu (利休にたずねよ, Rikyu Ni Tazuneyo), das auf dem gleichnamigen Roman von Kenichi Yamamoto basiert, wurde 2013 veröffentlicht.